# Kokatahi (rivière)
La rivière  Kokatahi (anglais : Kokatahi River) est une rivière de la région de la  West Coast de l’Ile du Sud de la Nouvelle-Zélande. C’est un affluent majeur de la rivière Hokitika;

## Géographie
La rivière  Kokatahi s’écoule vers le nord-ouest à partir de son origine sur les pentes nord du “Mount Ambrose” dans les Alpes du Sud atteignant la rivière Hokitika  à 12 kilomètres de son embouchure au niveau de la ville d’Hokitika. Les deux rivières partagent ensemble l’un des lits majeurs ou lits d’inondation les plus larges de la West Coast.